# Gyllenläder
Gyllenläder är läder som mönstrats i relief (läderplastik) och därpå försilvrats och delvis förgyllts. Gyllenlädrets stora tid var senrenässansen och barocken, då det användes både till tapeter och möbelklädslar. Mönstren var i stort sett lika tidens textilmönster.
Gyllenläder är relativt ovanligt i byggnadssammanhang. Det har använts till klädsel av dörrar i offentlig miljö där man önskar ljud- och ljusdämpande egenskaper, exempelvis på väggar och dörrar i föreläsningssalar, teater- och biosalonger. Vidare förekommer det som lindad klädsel på handledare i påkostade trapphusmiljöer samt som tapeter och möbelklädsel av silver- eller gyllenläder i högreståndsbyggnader.

## Historik

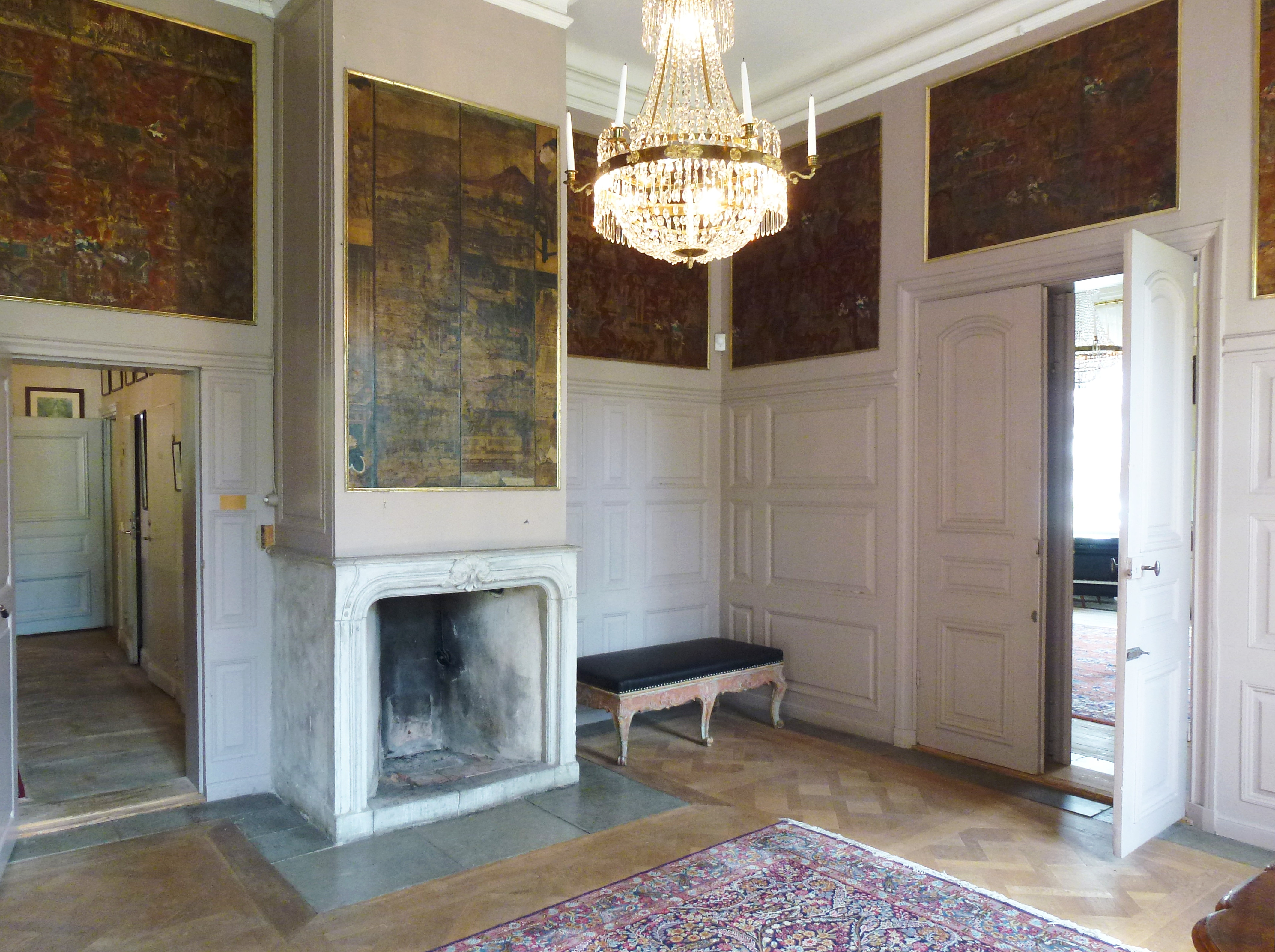
Tapeter i gyllenläder i Vigselrummet på Edsbergs slott.

Gyllenlädertapet från 1600-talet på Skoklosters slott.

Under 500-talet förekom dekorerat läder i ökenstaden Ghadâmes, belägen i nuvarande Libyen. Utvecklingen till gyllenläder med en bladsilveryta, som skyddats mot korrosion med pigmenterad fernissa vilket gav en guldillusion, spred sig vidare till den iberiska halvön. Man vet att spansk tillverkning förekom på 800-talet, dessvärre saknas bevarade resultat. Under hela 1500-talet etablerades gyllenlädermakarskrån i viktigare spanska städer.
Kunskapen om gyllenlädertillverkning spred sig vidare i varierande omfattning till Portugal, Italien (som därefter hade stor tillverkning), Frankrike, nuvarande Tyskland (exempelvis Berlin, Augsburg och Nürnberg) samt i England (främst i London). Även i nuvarande Belgien och Nederländerna där gyllenlädertillverkning pågick i stor omfattning under hela 1600-talet och över halva 1700-talet.
Runt Östersjön uppges orterna Danzig och Königsberg haft egen tillverkning. I Sverige importerade man under 1600-talets senare hälft från framför allt Nederländerna med Flandern, men det kan ha förekommit import även från Frankrike och Tyskland. Redan tidigt präglades den försilvrade narven med punsar och liknande verktyg. I gemak och salar som endast sparsamt lystes upp av ljuskronor gav de punsade ojämnheterna glittrande reflexer, vilket kunde ge ett uppskattat ljuskomplement. 
Under 1600-talet var det vanligt att de olika tillverkarna lät tillverka tryckta blad som i bild visar de olika mönster som tillhandahålls. Tillsammans med en lista med olika färgkulörer erbjöd de en stor variation valmöjligheter vid beställningarna. Färgvalet kunde starkt påverka priset eftersom vissa pigment även på den tiden var dyrare än andra.
Det är värt att påpeka att all representationsbyggenskap knappast stärkt slottsägarnas ekonomiska situation. Karl den XI:s reduktion förbättrade knappast den enskilde adelsmannens ekonomi, och landet blev inte rikare genom Kart XII:s utrustningskrävande fälttåg. Modets växlingar på kontinenten kunde medföra nedmontering av gyllenläder till förmån för moderna material som siden- eller till och med papperstapeter. Detta skedde alltså inte i Sverige. Gyllenläder blev åter aktuellt i Sverige under senare delen av 1800-talet.

Gyllenlädertapet från 1600-talet på Skoklosters slott.
Gyllenlädertapet från 1600-talet på Skoklosters slott.
Gyllenlädertapet från 1600-talet på Skoklosters slott.
Wrangelvåningen på Skoklosters slott.
Stol med gyllenläder